# Gil de Siloé

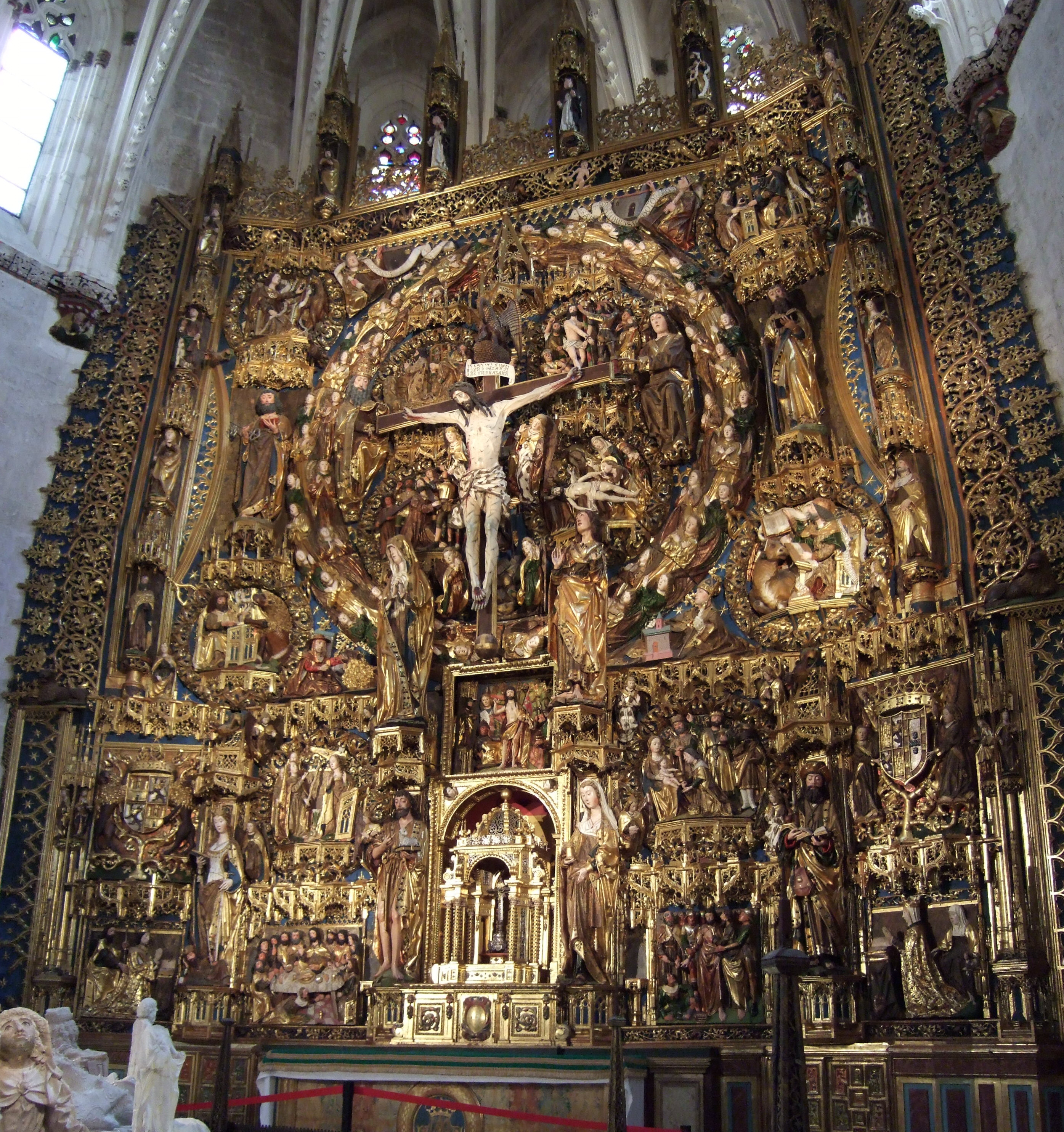
Retábulo da Cartuxa de Miraflores.

Gil de Siloé foi um importante escultor da Espanha, ativo na região de Burgos entre 1486 e 1501. É uma das maiores figuras da escultura do Gótico tardio e o maior representante da escola isabelina. Tem um estilo altamente ornamental, com grande atenção ao detalhe, exibindo notável virtuosismo técnico. Sua obra mais importante é o retábulo principal da Cartuxa de Miraflores, junto com algumas tumbas reais na mesma igreja. Outras obras suas estão na Catedral de Burgos.

## == Ver também ==
- Escultura do Gótico
- Maneirismo